# Quentin Crisp
Pour les articles homonymes, voir Crisp.
Quentin Crisp, de son vrai nom Denis Charles Pratt est né le 25 décembre 1908 à Londres et mort le 21 novembre 1999 à Manchester, est un écrivain, mannequin, acteur et conteur britannique.
Juste avant sa mort, et tout en s'étant identifié comme homme gay pendant la majeure partie de sa vie, Crisp expliquait dans une autobiographie qu'il lui avait été « expliqué » qu'il n'était "pas vraiment homosexuel" mais une femme trans, un label qu'il revendique dans la suite de l'ouvrage.

## Biographie

### 1908-1940
Denis Charles Pratt est le quatrième enfant d'une famille qu'il décrit lui-même comme appartenant à la classe moyenne. Son père, Spencer Charles Pratt, est avocat et sa mère, France Marion Phillips, ancienne gouvernante. Il est né à Sutton, dans le Surrey.
Dans son autobiographie, Crisp affirme que son comportement efféminé date de son enfance, durant laquelle il est l'objet des moqueries de ses camarades de collège, puis de lycée. Il étudie brièvement le journalisme au King's College de Londres. Il quitte le King's College en 1928 sans diplôme. Il se dirige alors vers des études d'arts appliqués qui lui donnent les fondamentaux du métier d'illustrateur publicitaire qu'il pratique pendant plusieurs années.
C'est pendant ces dernières études qu'il découvre les cafés de Soho, où il rencontre d'autres jeunes gays, dont des prostitués, et qu'il commence à porter du maquillage et des vêtements féminins. Il s'essaiera lui-même à la prostitution pendant quelques mois, sans persévérer dans cette voie. Il quitte le giron familial tardivement, en 1930. Il adopte alors Quentin Crisp comme nom d'usage. À cette époque ses tenues vestimentaires et ses attitudes, considérées comme efféminées, choquent ses contemporains au point qu'il fait l'objet d'agressions répétées.

### 1940-1968
À l'aube de la deuxième guerre mondiale, il est déclaré inapte par les autorités militaires pour cause de perversion sexuelle. Il reste à Londres pendant les bombardements. Il continue de se maquiller, se teint les cheveux au henné, et fait des rencontres avec des GI, dont la gentillesse et la simplicité lui donnent un amour des États-Unis qui se concrétisera par son expatriation plusieurs décennies plus tard. En 1940, il déménage dans le studio qu'il occupera pendant quarante ans. Il se trouve au premier étage, au 129 Beaufort Street. Il n'y accomplit aucune tâche ménagère, affirmant dans ses mémoires : « Passé les quatre premières années, la crasse cesse de s'accumuler ».
Il abandonne en 1942 son poste de dessinateur technique pour devenir modèle dans les cours de dessin de Londres et ses environs. Il pose ainsi pendant trois décennies. Dans sa biographie, il écrit : « C'était comme être fonctionnaire, sauf que nous étions nus. »
Il a publié trois courts ouvrages avant son autobiographie, c'est celle-ci qui lui confère la notoriété dont il jouit à partir de 1968. C'est à la suite de la publication du Fonctionnaire du nu (en) qu'il est contacté par le réalisateur Dennis Mitchell pour être le sujet d'un court documentaire où il parle de sa vie, exprime ses opinions et où on le voit assis dans son appartement se limant les ongles. À la suite de ce documentaire, Crisp se voit proposer la création d'un film d'après son autobiographie.

### 1968 - 1999
En 1975, son autobiographie est adaptée pour la télévision par Jack Gold, avec John Hurt dans le rôle de Quentin Crisp, et le téléfilm intitulé L'Homme que je suis est diffusé en 1975 sur ITV.
En 1992, Crisp joue le rôle de la reine Élisabeth Ire dans le film Orlando adapté du roman de Virginia Woolf par Sally Potter.
En 2009 sort le film An Englishman in New York, sur la fin de sa vie, où il est à nouveau interprété par John Hurt.

## Post-mortem
Pendant les deux dernières années de sa vie (1997-1999), Crisp travaillait sur un texte qui devait initialement s'appeler The Dusty Answers avec Philip Ward. Crisp et Ward ont produit ce travail en se basant sur des heures d'interview, pour compenser la perte par Crisp de l'usage de sa main gauche, nécessaire pour écrire. Le manuscrit est néanmoins demeuré dans les cartons pendant les 18 années suivant la mort de Crisp. Le 21 novembre 2017, la maison d'édition MB Books publie The Last Word: An Autobiography de Quentin Crisp, édité par Ward et Laurence Watts, de Pink News, à la suite d'une rencontre fortuite des deux hommes. Le livre, écrit comme un adieu au monde par Crisp alors qu'il sentait sa mort approcher, décrit des événements de sa vie jusqu'alors gardés secrets, et son passage de l'anonymat à la célébrité. Il décrit également la réalisation de n'avoir pas été un homme gay, mais une femme transgenre.
En janvier 2019, MB Books publie And One More Thing, conçu comme un compagnon de lecture de The Last Word par Ward et Watts. Le livre contient les matériaux que les éditeurs n'ont pas jugés dignes d'être ajoutés au précédent opus. Le livre contient les considérations de Crisp sur différents sujets comme les « flapper girls » ou encore la Famille royale britannique. S'y ajoutaient une collection de poèmes, le script de son Message de Noël Alternatif diffusé par Channel 4 en 1993, et le script de son one-man show, An evening with Quentin Crisp.

## Œuvres de Quentin Crisp
- Lettering for Brush and Pen, (1936), Quentin Crisp and A.F. Stuart, Frederick Warne Ltd. Manuel sur les caractères dans les publicités.
- Colour in Display, (1938) Quentin Crisp, 131 pages, The Blandford Press. Manuel sur l'usage des couleurs sur les rebords de fenêtres.
- All This And Bevin Too (1943) Quentin Crisp, illustré par Mervyn Peake, Mervyn Peake Society   (ISBN 0-9506125-0-2). Parabole, en vers, sur un kangourou au chômage.
- The Naked Civil Servant, (1968) Quentin Crisp, 222 pages, HarperCollins,  (ISBN 0-00-654044-9). Traduction : Fonctionnaire du nu, Robert Laffont, 1969. Compte-rendu spirituel de la première moitié de sa vie.
- Love Made Easy, (1977) Quentin Crisp, 154 pages, Duckworth,  (ISBN 0-7156-1188-7). Roman fantastique semi-autobiographique.
- How to Have a Life Style, (1975), Quentin Crisp, 159 pages, Cecil Woolf Publishing,  (ISBN 0-900821-83-3). Essais élégants sur le charisme et la personnalité.
- Chog: A Gothic Fantasy, (1979), Quentin Crisp, illustraté par Jo Lynch, 165 pages, Methuen,  (ISBN 0-413-39490-5). Roman sombre sur l'entretien d'une propriété en ruines.
- How to Become a Virgin, (1981) Quentin Crisp, 192 pages, HarperCollins,  (ISBN 0-00-638798-5). Seconde partie de son autobiographie, qui revient sur la renommée que lui a apporté la première partie.
- Doing It With Style, (1981) Quentin Crisp, with Donald Carroll, illustrated by Jonathan Hills, 157 pages, Methuen,  (ISBN 0-413-47490-9). Un guide pour une vie raisonnée et stylée.
- The Wit and Wisdom of Quentin Crisp, (1984) Quentin Crisp, edited by Guy Kettelhack, Harper & Row, 140 pages,  (ISBN 0-06-091178-6). Recueil d'essais et de citations de Crisp.
- Manners from Heaven: a divine guide to good behaviour, (1984) Quentin Crisp, with John Hofsess, Hutchinson,  (ISBN 0-09-155810-7). Instructions éclairées pour une vie charitable.
- How to Go to the Movies (1988) Quentin Crisp, 224 pages, St. Martin's Press,  (ISBN 0-312-05444-0). Comptes-rendus de films.
- The Gay and Lesbian Quotation Book: a literary companion, (1989) edited by Quentin Crisp, Hale, 185 pages   (ISBN 0-7090-5605-2). Anthologie de citations sur l'homosexualité.
- Resident Alien: The New York Diaries (1996) Quentin Crisp, 225 pages, HarperCollins,  (ISBN 0-00-638717-9). Journaux et souvenirs, 1990-94.
- The Last Word: An Autobiography, (2017) edited by Phillip Ward and Laurence Watts, MB Books,  (ISBN 0692968482). Autobiographie post-mortem.
- And One More Thing, (2019), edited by Phillip Ward and Laurence Watts, MB Books,  (ISBN 0692168095). Livre-compagnon de The Last Word.

## Biographies de Quentin Crisp
- The Stately Homo: a celebration of the life of Quentin Crisp, (2000) edited by Paul Bailey, Bantam, 251 pages,  (ISBN 0-593-04677-3). Recueil d'entretiens et d'hommages de personnes qui ont connu Crisp.
- Quentin Crisp, (2002), Tim Fountain, Absolute Press, 192 pages,  (ISBN 1-899791-48-5). Biographie par un homme de théâtre qui l'a connu dans ses dernières années.
- Quentin and Philip, (2002), Andrew Barrow, Macmillan, 559 pages,  (ISBN 0-333-78051-5). Double biographie de Crisp et de son compagnon de route Philip O'Connor.

## Filmographie
- 1976 : Hamlet : Polonius
- 1985 : La Promise : Dr Zalhus
- 1987 : Equalizer : Ernie Frick (épisode, First Light)
- 1988 : Ballad of Reading Gaol (court métrage) : Narrateur
- 1990 : Resident Alien (autobiographie) : Lui-même
- 1992 : Topsy and Bunker: The Cat Killers : Pat le portier
- 1992 : Orlando : Elizabeth Ire
- 1993 : Philadelphia (non crédité) : un invité à la fête
- 1994 : Red Ribbons (Video): Horace Nightingale III
- 1994 : Aunt Fannie (Video) : Tante Fannie
- 1994 : Natural Born Crazies : Narrateur
- 1995 : To Wong Foo Thanks for Everything, Julie Newmar : New York pageant judge
- 1996 : Celluloid Closet (the) : Lui-même
- 1997 : Little Red Riding Hood (voix) : Narrateur
- 1998 : Famous Again
- 1998 : Men Under Water : Joseph
- 1998 : Barriers : Nathan
- 1998 : Homo Heights : Malcolm
- 2002 : American Mod : Grandma
- 2005 : Domestic Strangers : Mr. Davis

Il apparaît dans la chanson Englishman in New York, inspirée à Sting par Quentin_Crisp, et qui sous couvert de mettre en scène la singularité d'un citoyen britannique nouvellement installé aux /États-Unis rend hommage à l'homosexualité du personnage. 